# Iraq Development Road
Die Iraq Development Road (Deutsch: Irak-Entwicklungsstraße) ist ein Projekt, das Asien mit Europa verbinden soll, indem ein Netz von Eisenbahnen, Straßen, Häfen und Städten geschaffen wird. Das Projekt soll den im Bau befindlichen Hafen von Al-Faw im Südirak mit der Türkei verbinden und weiter bis nach Europa reichen.
Das Projekt soll den Irak zu einem Transitzentrum machen, indem es die Reisezeit zwischen Asien und Europa verkürzt, und soll dem ägyptischen Suezkanal Konkurrenz machen. Es soll zudem die geopolitische Position des Iraks in der Region und in der Welt stärken und darüber hinaus die Sicherheit und Stabilität in der Region fördern.

## Überblick
Die Entwicklungsstraße erlangte erstmals während eines Besuchs des türkischen Außenministers Hakan Fidan und des türkischen Präsidenten Recep Tayyip Erdogan im Irak anlässlich des G20-Gipfels in Neu-Delhi Aufmerksamkeit. Das manchmal als „irakische Seidenstraße“ bezeichnete Projekt wurde als alternative Route zum Suezkanal diskutiert, die einen schnelleren und effizienteren Handel zwischen Asien und Europa ermöglichen soll.
Im Mai 2023 fand in Bagdad ein Gipfeltreffen statt, bei dem Verkehrsminister und Beamte der Europäischen Union, der Weltbank, des Golf-Kooperationsrates, des Iran, der Türkei, Syriens und Jordaniens zusammenkamen, um die Einrichtung der Entwicklungsstraßeninitiative zu erörtern. Während des Gipfeltreffens stellten irakische Beamte fest, dass „der Irak seine zentrale politische Rolle in der Region wiedererlangt hat und zu einem politischen Konvergenzpunkt geworden ist, nun ist es an der Zeit, dass das Land auch seine wirtschaftliche Rolle zurückerlangt“.
Im April 2024, während eines Besuchs des türkischen Präsidenten Recep Tayyip Erdogan in Bagdad, wurde eine vierseitige Vereinbarung zwischen Irak, Türkei, Katar und den Vereinigten Arabischen Emiraten über die Zusammenarbeit beim Entwicklungsstraßenprojekt unterzeichnet. Die Vereinbarung wurde von den Verkehrsministern der einzelnen Länder unterzeichnet. 1.200 Kilometer an Eisenbahnschienen und Autobahnen sollen den Hafen von al-Faw mit der Türkei verbinden, was voraussichtlich 17 Milliarden US-Dollar kosten würde. Dieser soll der größte Hafen im Nahen Osten werden. Es sollen dadurch mindestens 100.000 Arbeitsplätze geschaffen werden.
Das Projekt soll in drei Phasen bis 2028, 2033 und 2050 fertiggestellt werden und den Irak über die Türkei mit der Welt verbinden.